# Thomas Magnusson (fotbollsspelare)
Thomas Hans Magnusson, efter senare giftermål Thomas Hans Lindh, född 25 januari 1978 i Helsingborg, är en svensk tidigare fotbollsspelare. Hans moderklubb var Stavstens IF och 1996–2004 spelade han i Trelleborgs FF. En ihängande skada på hälsenan gjorde att han hamnade i division 2-laget Höllvikens GIF 2005.
2006 kontrakterades han av IFK Norrköping och spelade i laget, när man 2007 avancerade till allsvenskan. År 2009 gick han till lokalkonkurrenten IK Sleipner i division 1, och det följande året värvades han till Taranto som då spelade i Serie C1 i Italien. 2011 var han tillbaka i IK Sleipner i division 1.
Magnusson har spelat en A-landskamp.